# Bischofsburg Lemsal
Burg Lemsal (lettisch Limbažu viduslaiku pils) ist die Ruine einer Bischofsburg des Erzbistums Riga in der ehemaligen Hansestadt Limbaži (deutschbaltisch Lemsal) im lettischen Bezirk Limbaži. Die Burg war Residenz der Bischöfe von Riga im nordwestlichen, sogenannten livländischen Teil des Erzbistums, während Burg Ronneburg Residenz im sogenannten lettischen, nordwestlichen, Teil des Erzbistums war.

## Geschichte

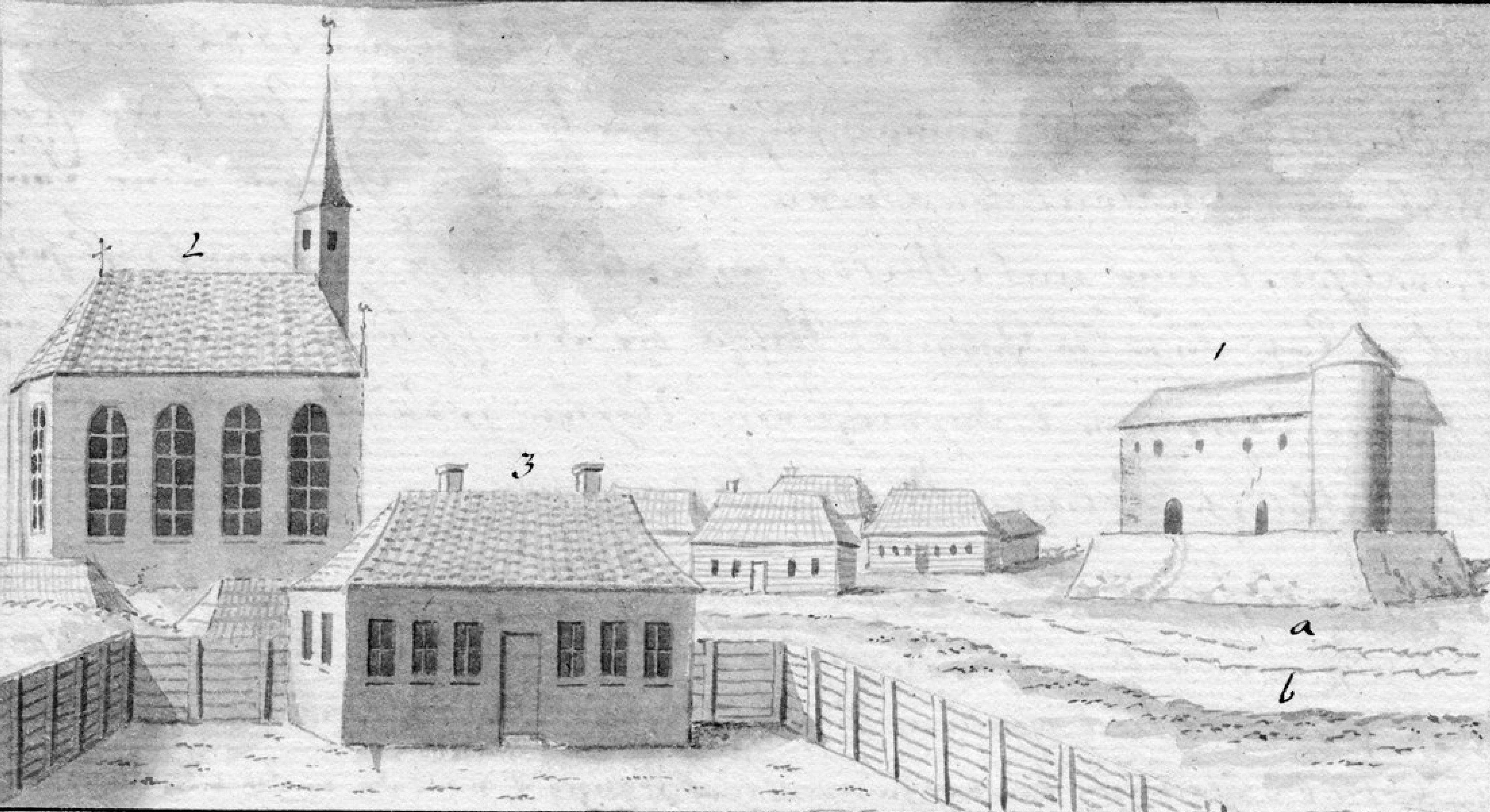
Ansicht der Stadt Lemsal von Norden im Jahr 1779. Rechts im Bild die Burg Lemsal mit Rundturm.

Burg Lemsal wurde erstmals 1318 schriftlich genannt, als sie der Livländische Orden kurzzeitig besetzte. Vermutlich wurde sie auch etwa zur selben Zeit erbaut; andere Quellen nennen das Jahr 1223, dies ist jedoch unbelegt. Die Burg lag unweit der alten livischen Festung „Lemesele“, die sich auf einem Hügel etwa 250 m nordöstlich befand.
Aufgrund der ständigen Spannungen zwischen dem Erzbischof und dem Orden besetzte dieser Burg Lemsal für kurze Zeit mindestens zwei weitere Male (1359 und 1479). Im 16. Jahrhundert wird Lemsal als „Frühlingsburg“ des Erzbischofs erwähnt, der sich hier von Mariä Lichtmeß (2. Februar) bis Pfingsten (Ende Mai) mit einem Gefolge von 800 Personen aufhielt.
Um die Burg entstand die Stadt Lemsal, welche früh Mitglied der Hanse wurde und mit etwa 20.000 Einwohnern nach Riga die zweitgrößte Stadt Livlands war. Ihr Reichtum entstand durch die erhobenen Gebühren auf Handelsschiffe, die auf dem schiffbaren Fluss „Heiliger Bach“ (lettisch Svētupe) zwischen Lemsal und Ostsee verkehrten.
Der Niedergang von Lemsal setzte mit der beginnenden Verlandung des Flusses in der ersten Hälfte des 16. Jahrhunderts ein, in deren Folge immer weniger Handelsschiffe den Stadthafen erreichen konnten.
Im Livländischen Krieg wurden Burg und Stadt einmal von schwedischen (1567) und zweimal von russischen Truppen (1558, 1575) zerstört und niedergebrannt. Nach dem Krieg übernahm Polen-Litauen Lemsal als Teil des säkularisierten Herzogtums Livland und baute Burg und Stadt wieder auf.
Im Polnisch-Schwedischen Krieg eroberten 1602 schwedische Truppen die Burg und schleiften die äußeren Befestigungsanlagen. Am 19. November 1621 schenkte der schwedische König Gustav II. Adolf die Burg mit zugehörigen Ländereien der Stadt Riga. Danach verfiel die Burg.
1968 begannen Sicherungsmaßnahmen zum Erhalt der verbliebenen Ruinen, sie wurden vermessen und fotografiert. In den Jahren 1999 und 2000 wurde ein großer Bereich hinter der Außenmauer durch einen Bagger umgegraben, wodurch erhebliche Schäden an der Kulturschicht entstanden.

## Beschreibung

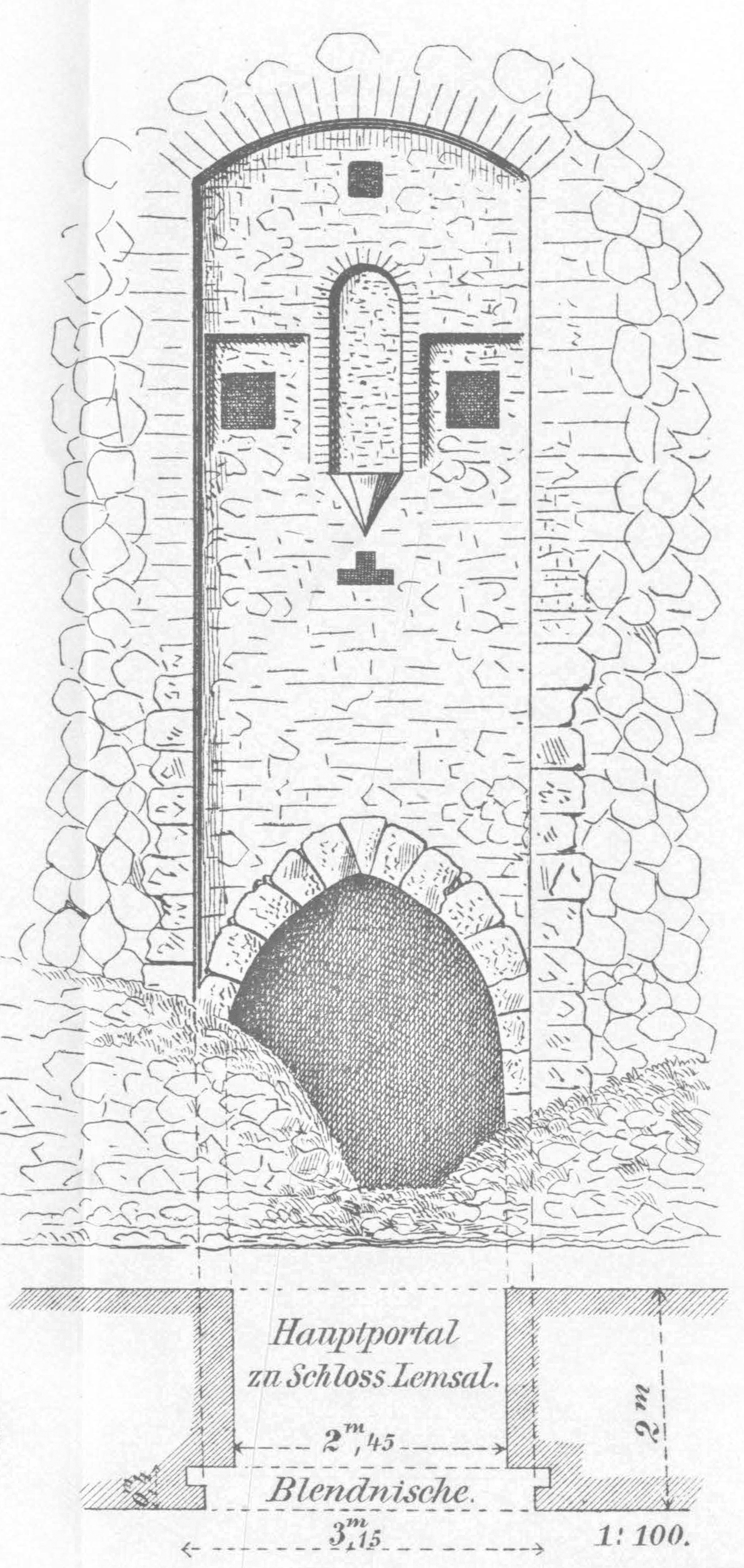
Zeichnung des Hauptportals mit Grundriss (1888)

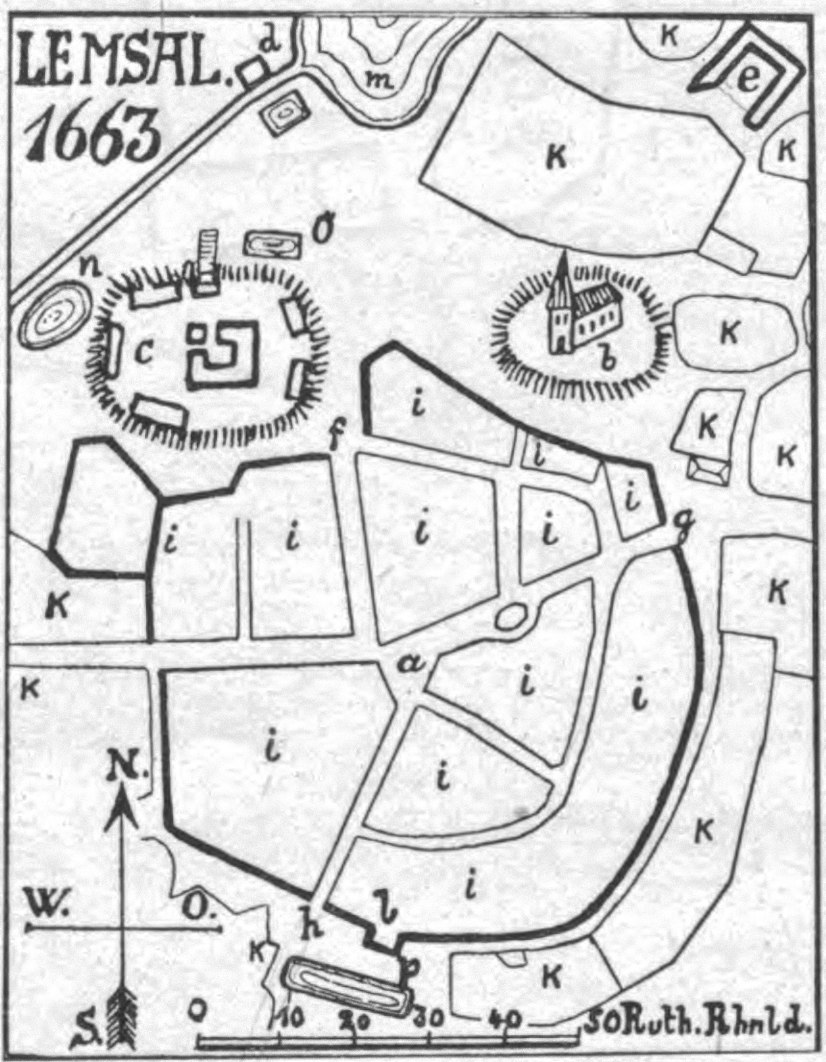
Karte von Lemsal aus dem 17. Jahrhundert
Legende: • a Marktplatz • b Kirche • c Burg • d Wassermühle • e Ruinen des Franziskanerklosters • f Burtnecksches Tor • g Wendensches Tor • h Rigaer Tor • i Gebäude der Stadt Lemsal • k Bürgergärten und zur Burg gehörige Plätze • l viereckiger Schalenturm • m aufgestauter Mühlenteich • n Rest des Burggrabens • o Rest des Burggrabens • p Rest des Stadtgrabens

Burg Lemsal wurde auf einem flachen Hügel errichtet und grenzt im Norden an einen Bach, der in den westlich gelegenen Duhnesee (lettisch Dūņezers) mündet; hieraus entspringt der im Mittelalter schiffbare Fluss Svētupe, der bei Neu-Salis (lettisch Svētciems) in die Ostsee mündet. Der Bach im Norden wurde aufgestaut, sodass östlich der Burg zwei Teiche entstanden, von denen mindestens der nördlichere als Mühlenteich genutzt wurde. Südlich der Burg lag die Stadt Lemsal, die mit einer Stadtmauer und einem Wassergraben umgeben war, wobei letzterer offenbar auch Stadt und Burg voneinander trennte.
Burg Lemsal hat große Ähnlichkeiten mit frühen Ordensburgen. Sie entspricht in ihrem Aufbau grundsätzlich einem rechteckigen, mindestens dreiflügeligen Konventgebäude mit einem Innenhof. Der heute noch in voller Länge erhaltene Südost-Flügel besitzt eine Länge von etwa 29 m und eine Breite von 10 m. Über die Länge von Nordost- und Südwest-Flügel wird nach wie vor spekuliert, so nennt Christofer Herrmann einen quadratischen Grundriss mit einer Seitenlänge von etwa 30 m, während Karl von Löwis of Menar eine „etwa 28 m breite und ungefähr doppelt so lange Burg“ beschreibt. Der südwestliche Flügel ist im 18. Jahrhundert durch eine Scheune ersetzt worden, die heute nicht mehr vorhanden ist. Alle Gebäudeflügel waren noch bis vor dem Zweiten Weltkrieg mit Dächern ausgestattet. Ob es einen Nordwest-Flügel gegeben hat, ist bisher nicht untersucht worden; es besteht durchaus die Möglichkeit, dass die Burg einen U-förmigen Grundriss aufwies und an der Nordwestseite nur durch eine Burgmauer verbunden war (siehe Burg Ronneburg).
An der Nordecke befand sich ein massiver, quadratischer Turm, der, ebenso wie der Treppenturm in der Westecke, lediglich am Fundament erkennbar ist. Verwunderlich ist die Darstellung eines runden Turmes in mehreren historischen Ansichten, was nicht mit dem gefundenen, quadratischen Fundament zusammen passt; möglicherweise handelt es sich hierbei um die Fundamente eines frühen Vorgänger-Turms.
Außerhalb wurde in einem etwa 15 m breiten Streifen um die Hauptburg ein Vorburg-System mit Parcham-Mauern angelegt. Diese hatten die Deutschritter ursprünglich während der Kreuzzüge vom byzantinischen Festungsbau übernommen und vermutlich während der Besetzung von Burg Lemsal ergänzt. Davor wurde ein Wassergraben mit einem davorliegenden Wall errichtet.
Das Haupttor befand sich mittig in der nordöstlichen Mauer und hatte ein außen angebrachtes Fallgitter (vergleichbar mit Burg Arensburg) mit zwei Luken und einer Mauernische, vermutlich für die Statue eines oder einer Schutzheiligen. In derselben Mauer, allerdings nahe der östlichen Ecke, lag ein weiterer Zugang. Eine Zeichnung von 1795 zeigt die Reste eines, dem Haupttor vorgelagerten Portals, das sich vermutlich in der vorgelagerten Parcham-Mauer befand.
Über die Raumnutzung ist wenig bekannt, so befanden sich womöglich im Südostflügel ein repräsentativer Saal und im Nordostflügel eine Kapelle; beide Räume weisen Reste von Gewölbedecken auf. Der Keller diente Lagerungszwecken.
Als Baumaterial für die Burg dienten (teilweise behauene) Feldsteine, die mit Kalkmörtel zu 1,8 – 2 m dickem Mauerwerk aufgemauert wurden. Ziegelsteine kamen nur an wenigen Stellen zum Einsatz, so beispielsweise bei den Fensterbögen oder beim Haupttor.

## Galerie

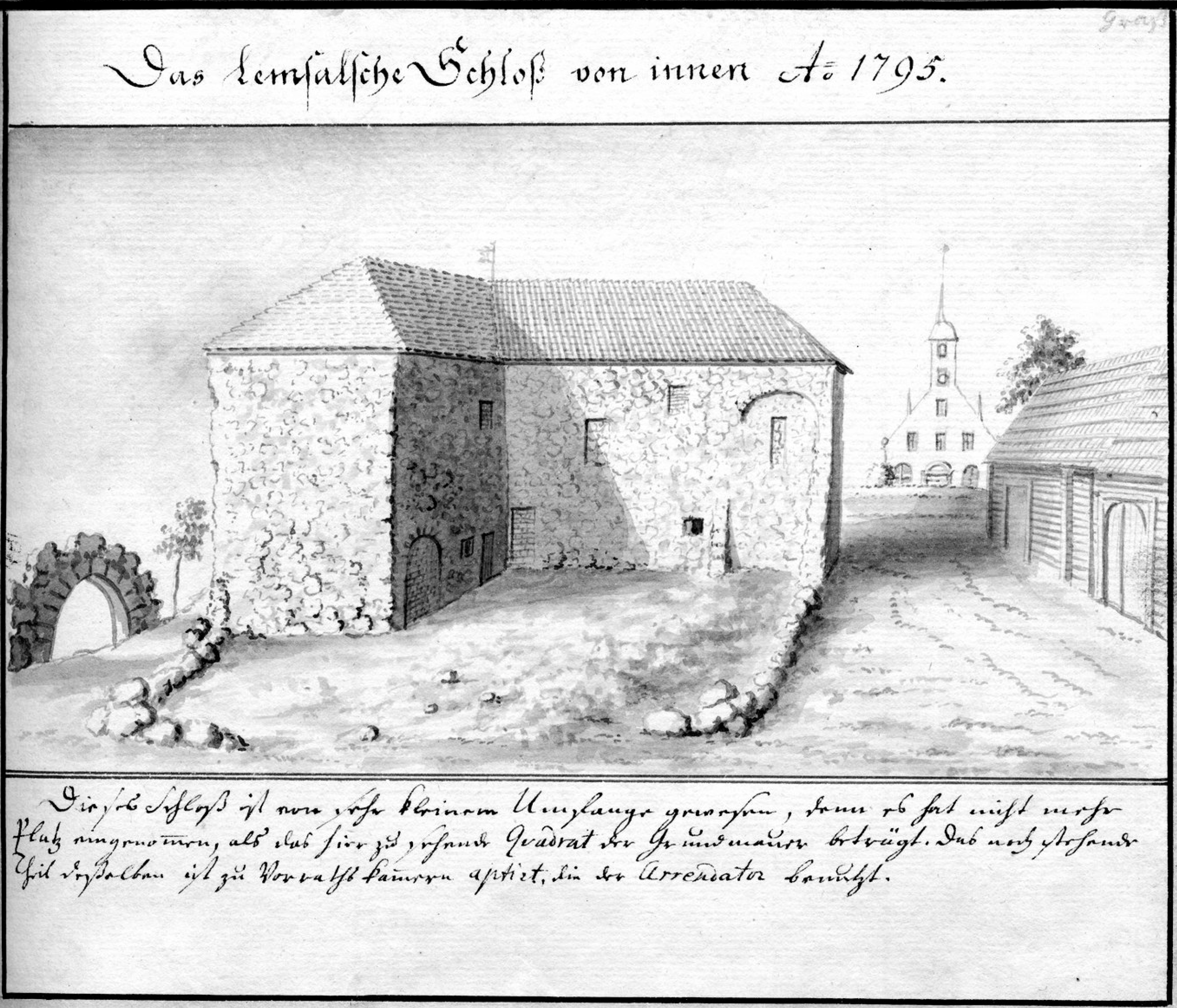
Burg Lemsal mit den Überresten des Vorburg-Portals (1795)
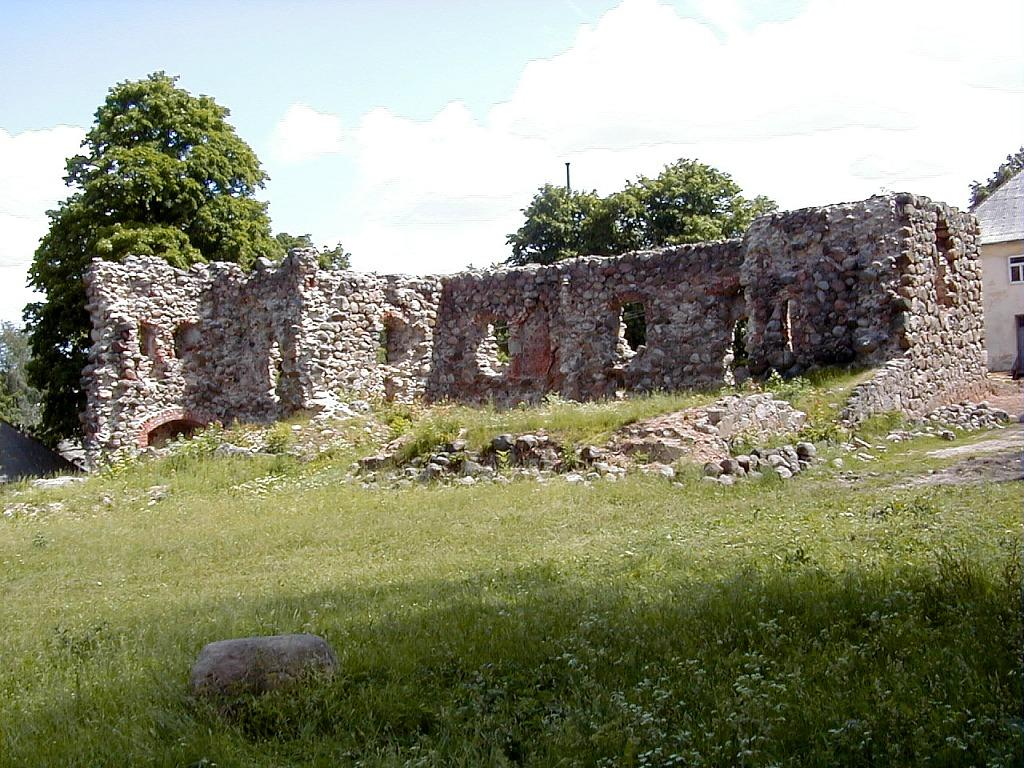
Burgruine im ungesicherten Zustand (1999)
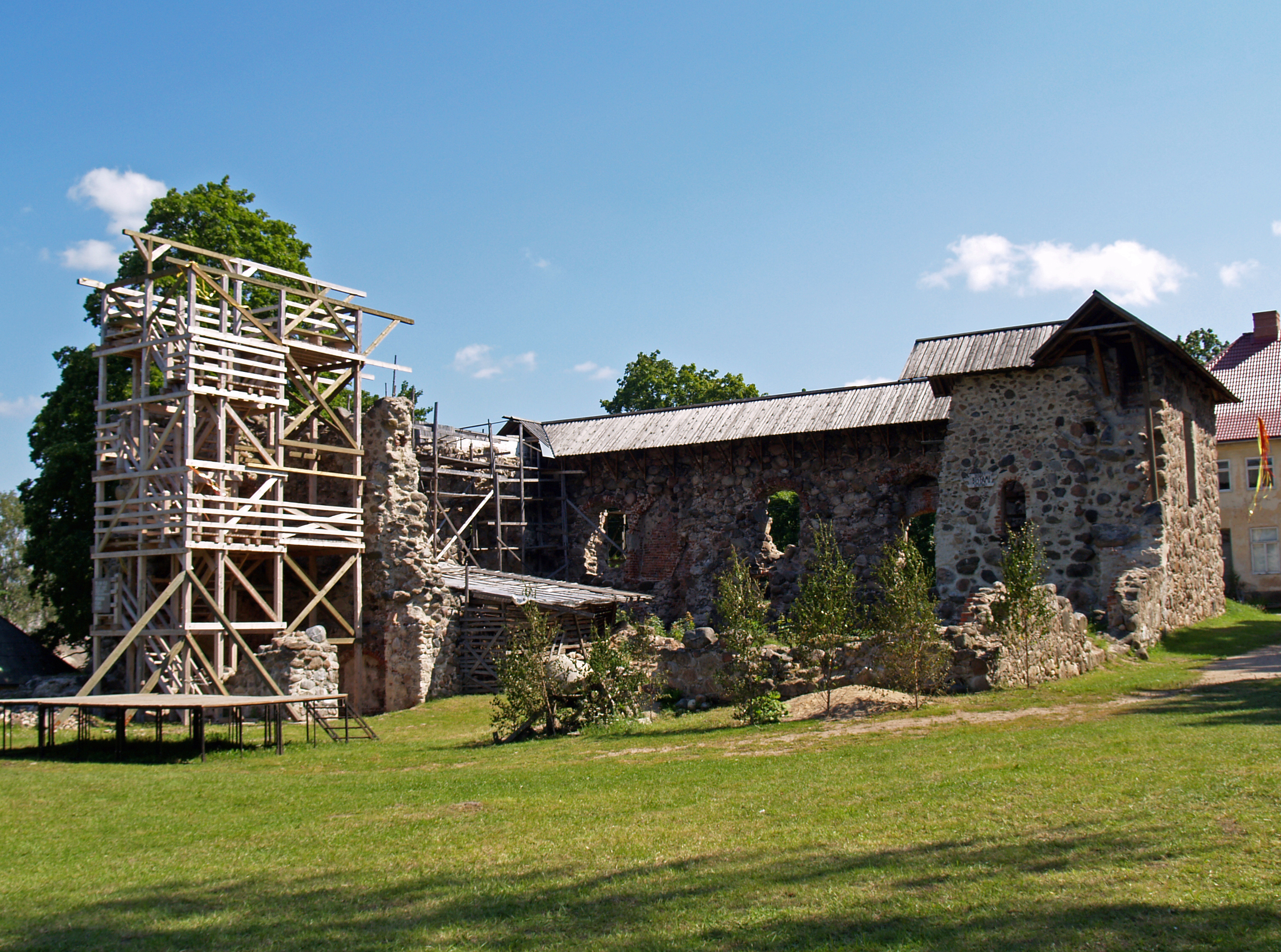
Burgruine restauriert (2007)
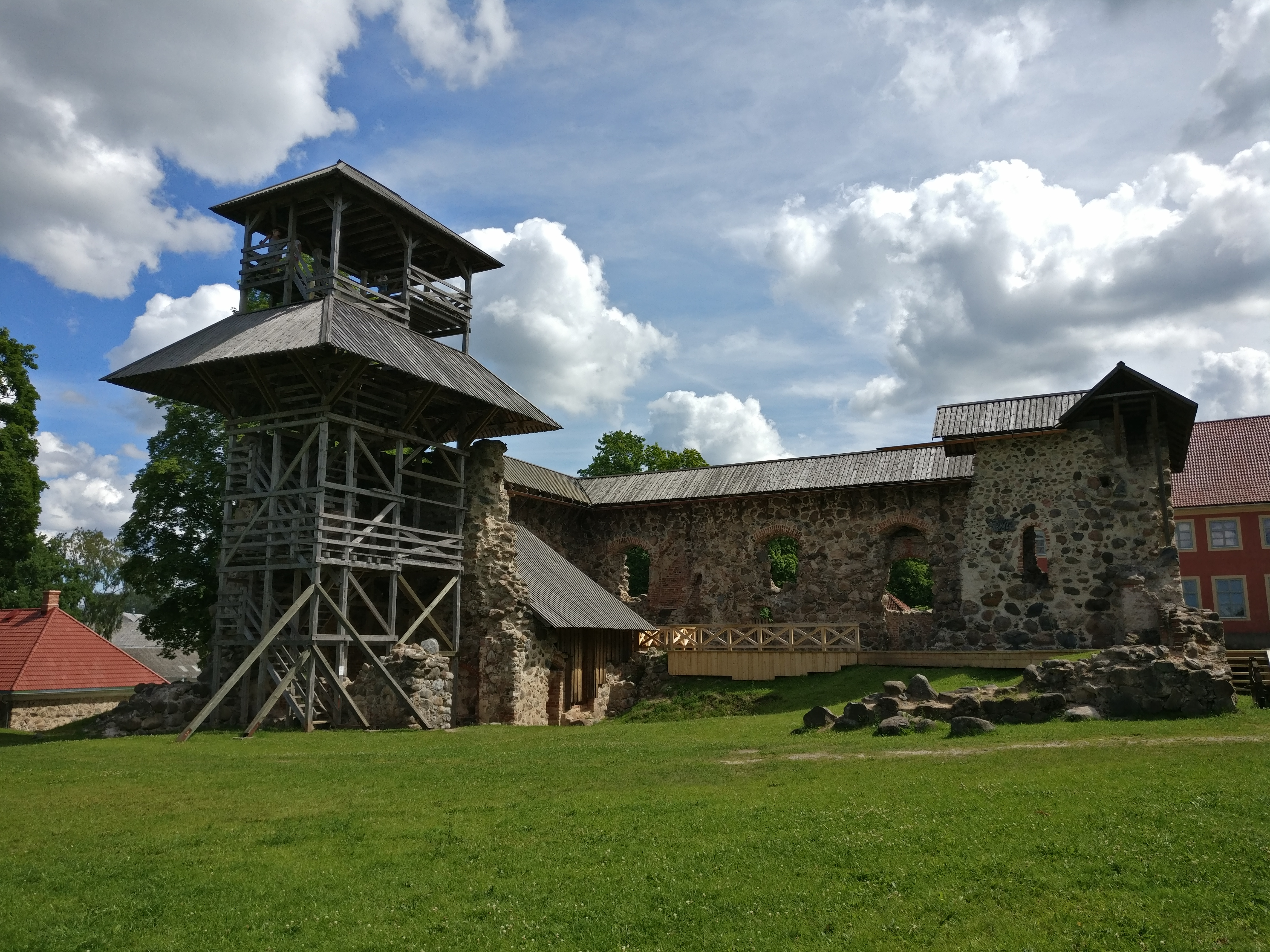
Burgruine heute (2017)
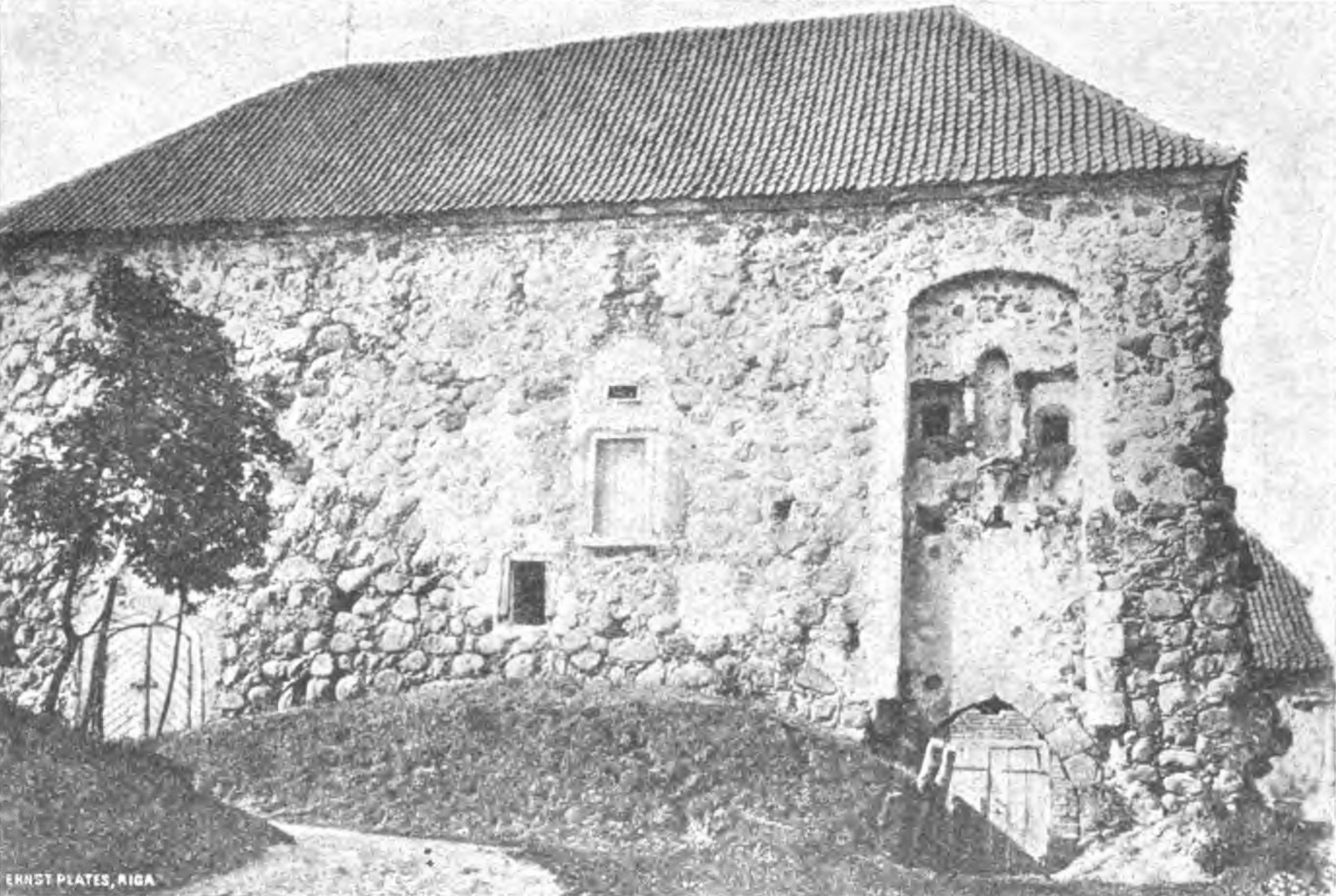
Blick auf den Nordostflügel um 1922. Das Haupttor befindet sich rechts. Damals verfügte der Flügel noch über ein Dach.
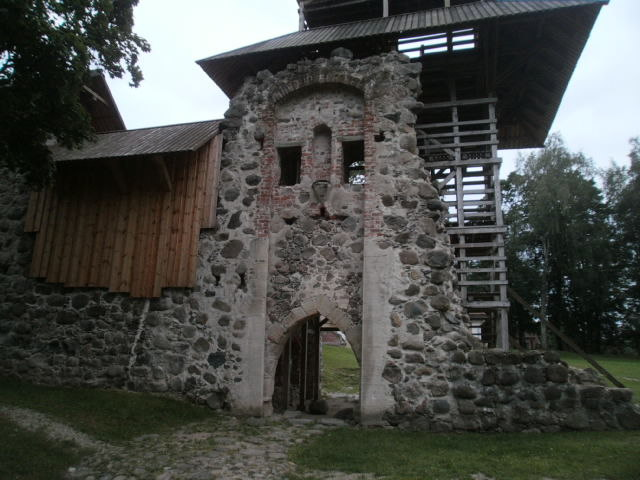
Hauptportal heute (2012)
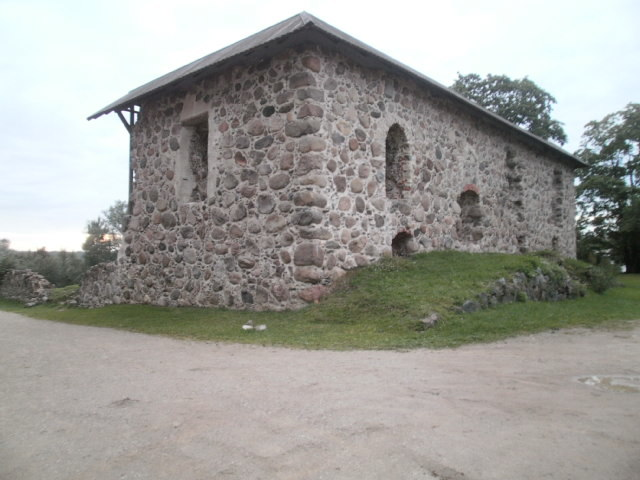
Blick auf den Südostflügel von außen
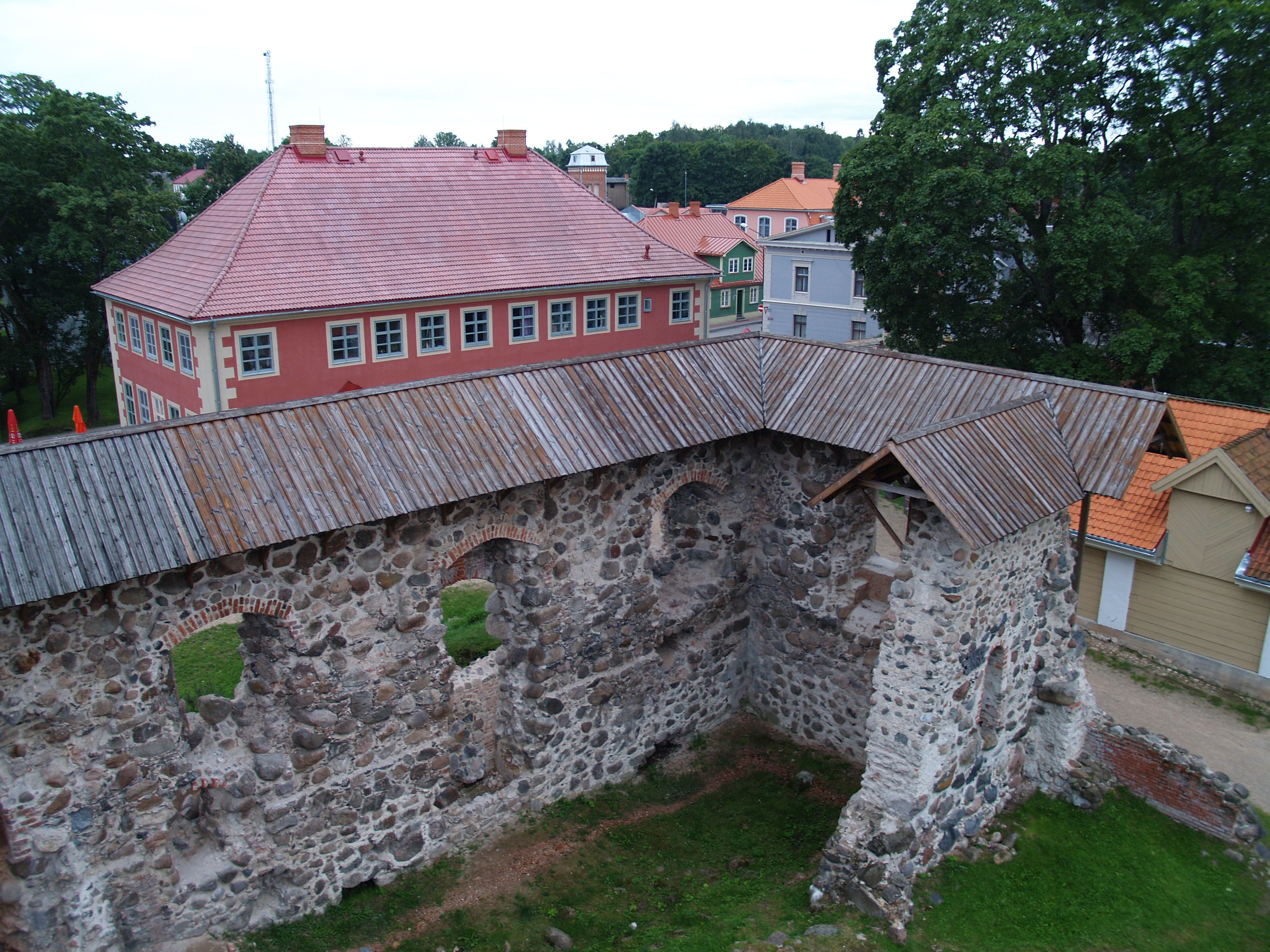
Blick auf den Südostflügel von innen
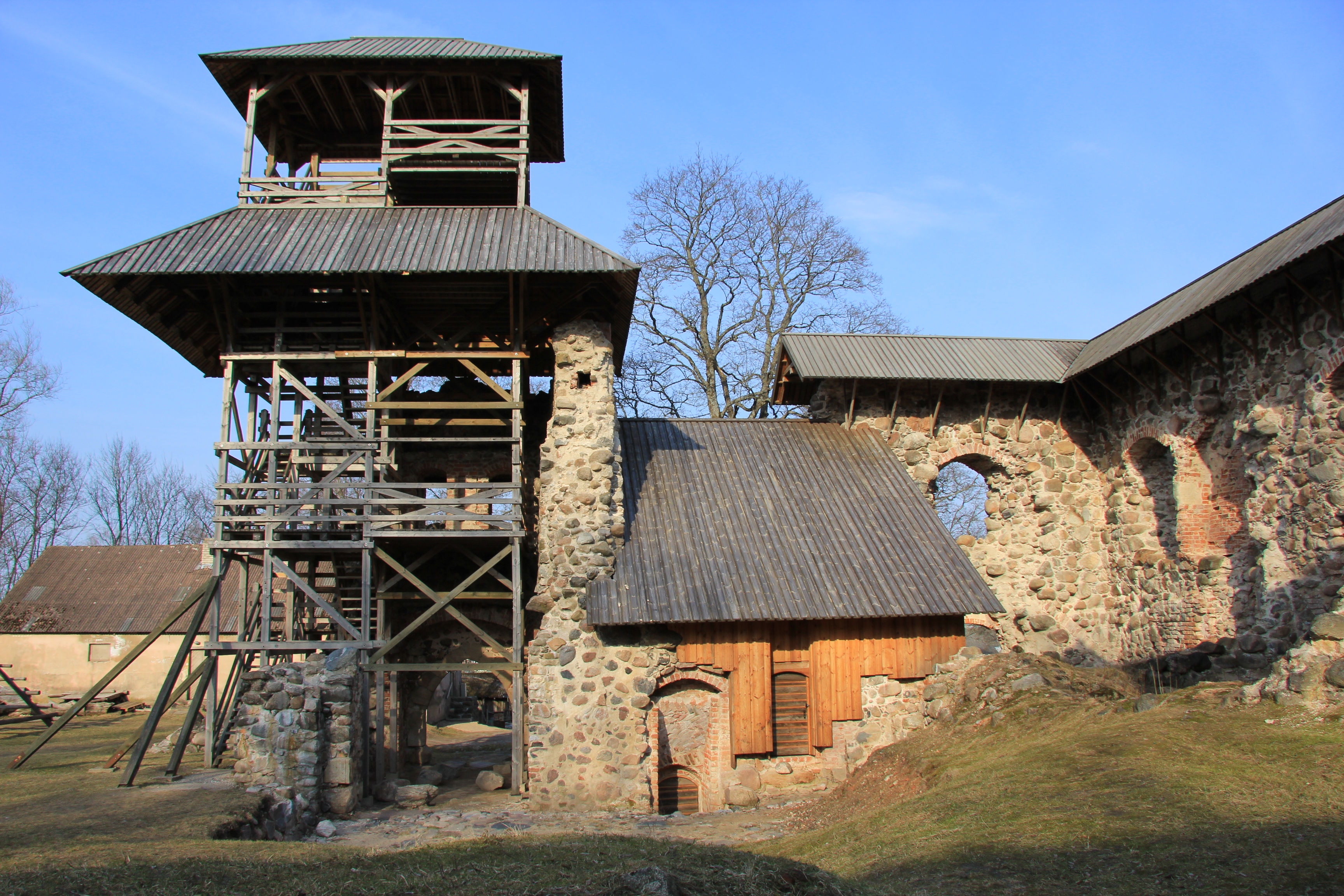
Nordostflügel von innen
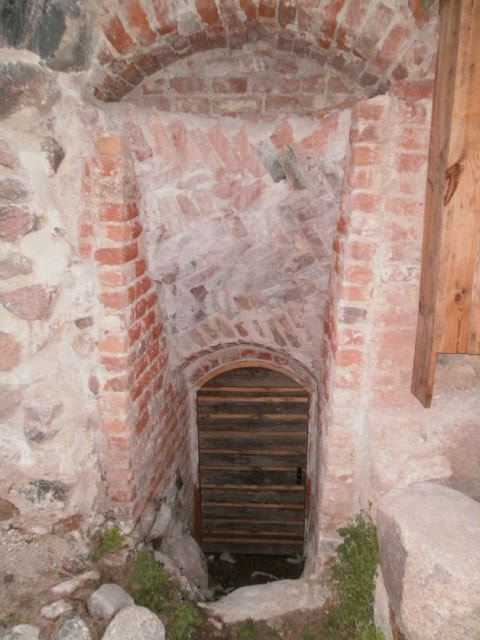
Kellerabgang neben dem Tor